# Adolf Wiklund
Adolf Wiklund (Långserud, 5 giugno 1879 – Stoccolma, 2 aprile 1950) è stato un compositore e direttore d'orchestra svedese.

## Biografia
Figlio di un organista, crebbe a Karlsborg. Suo fratello maggiore Victor (1874-1933) fu anch'egli musicista: pianista e direttore di coro, fu docente al Conservatorio Reale di Stoccolma.
Nel 1897 Adolf abbandonò gli studi di ingegneria, a cui era stato avviato, per iscriversi al Conservatorio Reale di Stoccolma (Kungliga Musikhögskolan i Stockholm): lì si diplomò in organo e pedagogia musicale. Il suo debutto come pianista avvenne nel 1902 suonando il suo Konsertstycke op. 1 con l'Orchestra Filarmonica Reale di Stoccolma diretta da Tor Aulin.
Successivamente Wiklund studiò pianoforte e composizione con Richard Andersson e Johan Lindegren. Delle borse di studio gli permisero di viaggiare a Parigi (dove rimase dal tardo 1903 al 1905) e a Berlino (1905-1907). A Parigi, mentre era organista nella Chiesa Svedese, conobbe il compositore Alfred Bruneau ed entrò in contatto con la musica di Debussy. A Berlino invece studiò pianoforte con James Kwast. Trascorse inoltre un mese a Roma.
Grazie all'interessamento della principessa Vittoria di Baden, dal 1907 al 1908 venne assunto all'Opera di Karlsruhe e successivamente rientrò a Berlino, dove insegnò alla scuola di canto di Etelka Gerster e lavorò come maestro sostituto alla Staatsoper Unter den Linden (allora Königliches Opernhaus).
Tornato definitivamente in Svezia nel 1910, si sposò e si affermò inizialmente come correpetitore per cantanti. Dal 1911 fu attivo principalmente come direttore d'orchestra: direttore dell'Opera Reale Svedese fino al 1923 e dell'Orchestra Reale Svedese (Kungliga Hovkapellet) fino al 1924. 
Nel 1915 venne eletto membro dell'Accademia Reale Svedese di Musica. Nel 1921 in Austria diresse due concerti dei Wiener Philharmoniker.
In seguito a un contrasto con John Forsell, nuovo direttore dell'Opera Reale Svedese, nel 1924 lasciò il podio dell'Orchestra Reale per diventare direttore stabile della Società dei Concerti di Stoccolma, posizione che mantenne fino al 1938. In tal veste affiancò i direttori principali Václav Talich e Fritz Busch e fu direttore principale per alcune stagioni musicali (1924-1925-1926 e 1936-37): in totale ha diretto l'orchestra in 669 concerti.
Dopo il pensionamento rimase attivo come direttore in Svezia e all'estero (continuò anche a collaborare con la Società dei Concerti, dirigendo la serie dei concerti per le scuole fino alla fine degli anni '40).
Morto a 71 anni, è sepolto nel cimitero Norra begravningsplatsen, a Solna, nei pressi di Stoccolma.

## Produzione musicale
Le composizioni di Wiklund sono prevalentemente in stile romantico e simile a quello di altri autori svedesi (fu caro amico del compositore Wilhelm Stenhammar). Nella sua produzione si rivela tuttavia anche l'influenza dell'impressionismo, che aveva avuto modo di conoscere durante gli anni a Parigi. Non fu un compositore prolifico, ma le sue opere sono state importanti per la musica svedese.
La sua produzione comprende due concerti per pianoforte e orchestra (il secondo piuttosto popolare nella prima metà del 900, fu suonato anche da Wilhelm Backhaus), il poema sinfonico Sommarnatt och soluppgång (Notte ed alba d'estate), una sinfonia, due sonate per violino e pianoforte, brani per pianoforte, musica corale e vari lieder.

### Opere significative
- Konsertstycke in do maggiore, op. 1 (1902)
- Sonata per violino e pianoforte in la minore, op. 5 (1903-1904)
- Concerto per pianoforte e orchestra n. 1, op. 10 (1906, revisione dell'orchestrazione nel 1935)
- Allegro energico per pianoforte, op. 14 n. 1 (1910)
- Concerto per pianoforte e orchestra n. 2, op. 17 (1917)
- Sommarnatt och soluppgång, op. 19 (1918)
- Sinfonia, op. 20 (1922)